# 拉尔斯·里德尔
拉尔斯·里德尔（德語：Lars Riedel，1967年6月28日—），德国男子田径运动员。他曾代表德国参加1992年、1996年和2000年夏季奥林匹克运动会田径比赛，获得一枚金牌和一枚银牌。